# Llibre dels Jutges
El llibre dels Jutges (en hebreu: שֹּׁפְטִים), és el setè llibre de la Tanakh i de l'Antic Testament cristià. El títol es refereix al contingut del llibre: la història dels jutges que van liderar i van guiar els israelites després de la mort de Josuè. Durant aquest període, les noves generacions israelites es van rebel·lar contra Déu, adorant déus falsos i participant en pràctiques abominables, com ara sacrificis de nens o prostitució sagrada. A causa d'això, els pobles veïns els van sotmetre i oprimir; finalment, els israelites van tornar a Déu, van clamar el seu nom, i Ell els va enviar alliberadors. Després de recuperar la llibertat, les noves generacions d’israelites tornaven a oblidar-se de Déu, i el cicle es repetia diverses vegades al llarg del llibre. Es desconeix l'autor, així com l'època precisa en què va ser escrit. La cronologia que dona és confosa.

## Vegeu
- Jutge d'Israel